# Webradio
Cet article possède des paronymes, voir la page de paronymie Radio.
 (janvier 2016).
Si vous disposez d'ouvrages ou d'articles de référence ou si vous connaissez des sites web de qualité traitant du thème abordé ici, merci de compléter l'article en donnant les références utiles à sa vérifiabilité et en les liant à la section « Notes et références ».

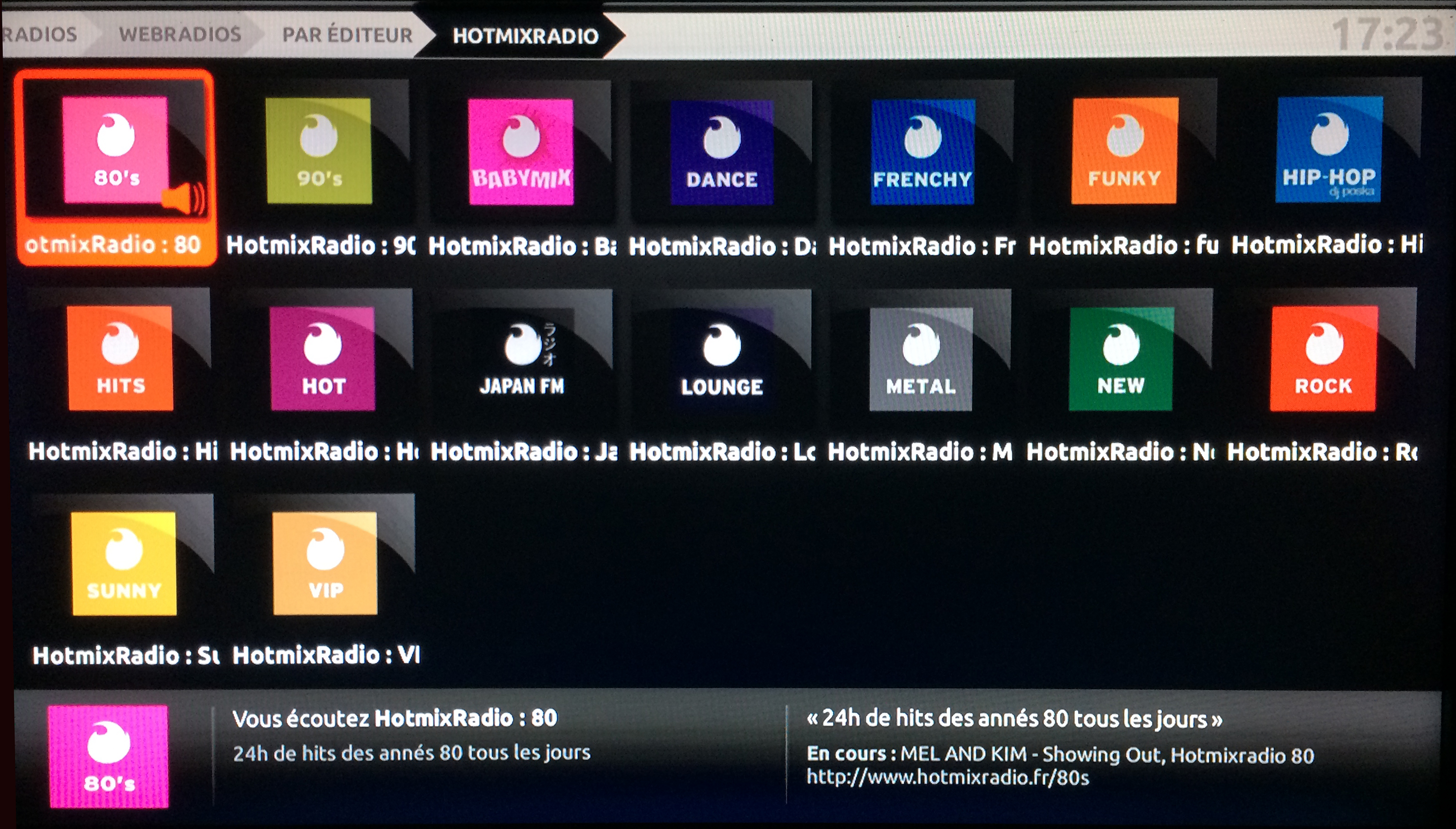
Le service de webradio de la Freebox

Une webradio, ou netradio, est une installation informatique permettant la diffusion radiophonique sur Internet grâce à la technique de la lecture en continu.
Comme pour les stations de radio classiques, il existe des webradios généralistes, et d'autres diffusant de la musique thématique. En France comme tout service de radio les webradios doivent se déclarer à l'Arcom (article 33.1 de la Loi no 86-1067 du 30 septembre 1986 relative à la liberté de communication) et se soumettre à des quotas comme ceux imposés aux radios FM par le Conseil supérieur de l'audiovisuel (articles 2 et 38 du Décret no 2010-416 du 27 avril 2010). Au Canada elles ne sont pas soumises à des quotas comme ceux imposés aux radios FM par le Conseil de la radiodiffusion et des télécommunications canadiennes. Il en existe des milliers car, techniquement, n'importe qui peut créer sa propre installation de webradio.
D'autre part, certaines webradios ne diffusent que du contenu sous copyleft, donc sans obligation de s'acquitter de redevances sur le droit d'auteur.
Vu la relative facilité de diffusion par le biais d'internet, qui requiert beaucoup moins de moyens que les radios FM, beaucoup de ces webradios peuvent proposer à leurs auditeurs un contenu sans publicité. Les webradios fonctionnent fréquemment en tant qu'associations et peuvent être financées par un système de donations.

## Historique
La première webradio diffusée 24h/24 s'appelait « Radio HK » et est née en février 1995. La technique utilisée était différente : un CD audio tournait en boucle et était diffusé par le logiciel d'audio-conférence CU-SeeMe. Radio HK a ensuite été une des premières à adopter les serveurs RealAudio.
La webradio est alors un médium de communication jusqu'ici destiné à des auditoires relativement restreints, avec un contenu habituellement ciblé pour une clientèle particulière et caractérisée par le fait que la diffusion soit souvent restreinte à Internet, par des amateurs (bien que de plus en plus de stations fassent preuve de structure, de professionnalisme et ayant jusqu'aux mêmes droits de diffusion que les stations terrestres conventionnelles).
Cependant, depuis le début des années 2000, une prise d'intérêt importante des radios FM existantes pour la diffusion sur Internet, que ce soit en lecture en continu ou par des podcasts (balados), indifféremment du fait que les stations soient publiques, commerciales ou associatives. Des entreprises de presse ou de l'audiovisuel (Télérama, Libération, Arte, etc.) ont également profité de la montée en puissance d'Internet dans les foyers et les bureaux pour créer leurs propres radios en ligne, à l'instar d'Arte radio, première webradio française de service public, créée en 2002.
Les stations de webradio peuvent attirer de quelques dizaines à plusieurs dizaines de milliers d'auditeurs selon la popularité du site, de l'émission, des animateurs, de la régularité des diffusions et de la capacité du ou des serveurs.
En 2007, une partie des webradios créées par des petites structures (simple particulier ou petites associations) vont devoir fermer du fait de la nouvelle règlementation sur les webradios dictés par les sociétés de production (SACEM et SCPP entre autres) qui demandent des droits de diffusion trop importants comparé aux recettes de ces webradios, etc.

## Dispositifs d'écoute de webradios
Pour écouter une webradio, il suffit d'un lecteur multimedia adapté et d'une connexion Internet ayant une bande passante suffisante.
La lecture peut se faire sur différents supports :

### Ordinateur
- Configuration : au niveau du matériel, il faut une carte son et un dispositif d'écoute : haut-parleurs ou casque ou écouteurs. Au niveau logiciel, il faut soit un logiciel capable de lire les flux (ce sont des lecteurs dits autonome, en anglais « stand-alone »), soit un navigateur web équipé du plug-in (ou greffon) adapté au flux audio.
- Fonctionnement : il suffit de lancer le lecteur autonome ou le lien situé sur le site web de la radio. Le logiciel recherche le flux d'information et l'envoie à la carte son qui le restitue aux haut-parleurs.
- Avantages/limites : l'écoute depuis un ordinateur offre la plus vaste collection de webradios, l'information la plus complète sur le flux (le titre de la musique en cours de diffusion, les interprètes, des liens vers des sites marchands pour acheter la musique, des données complémentaires — dans le cadre d'émissions culturelles, par exemple —, l'accès à des rediffusions, etc.) Le problème est que cela nécessite d'avoir un ordinateur allumé (encombrement, bruit, emplacement fixe, complexité d'emploi par rapport à une radio, coût de la consommation électrique). Certaines de ces limites sont résolues avec l'apparition des ordinateurs de poche (ultraportables) et des connexions Wi-Fi.

### Poste de radio internet

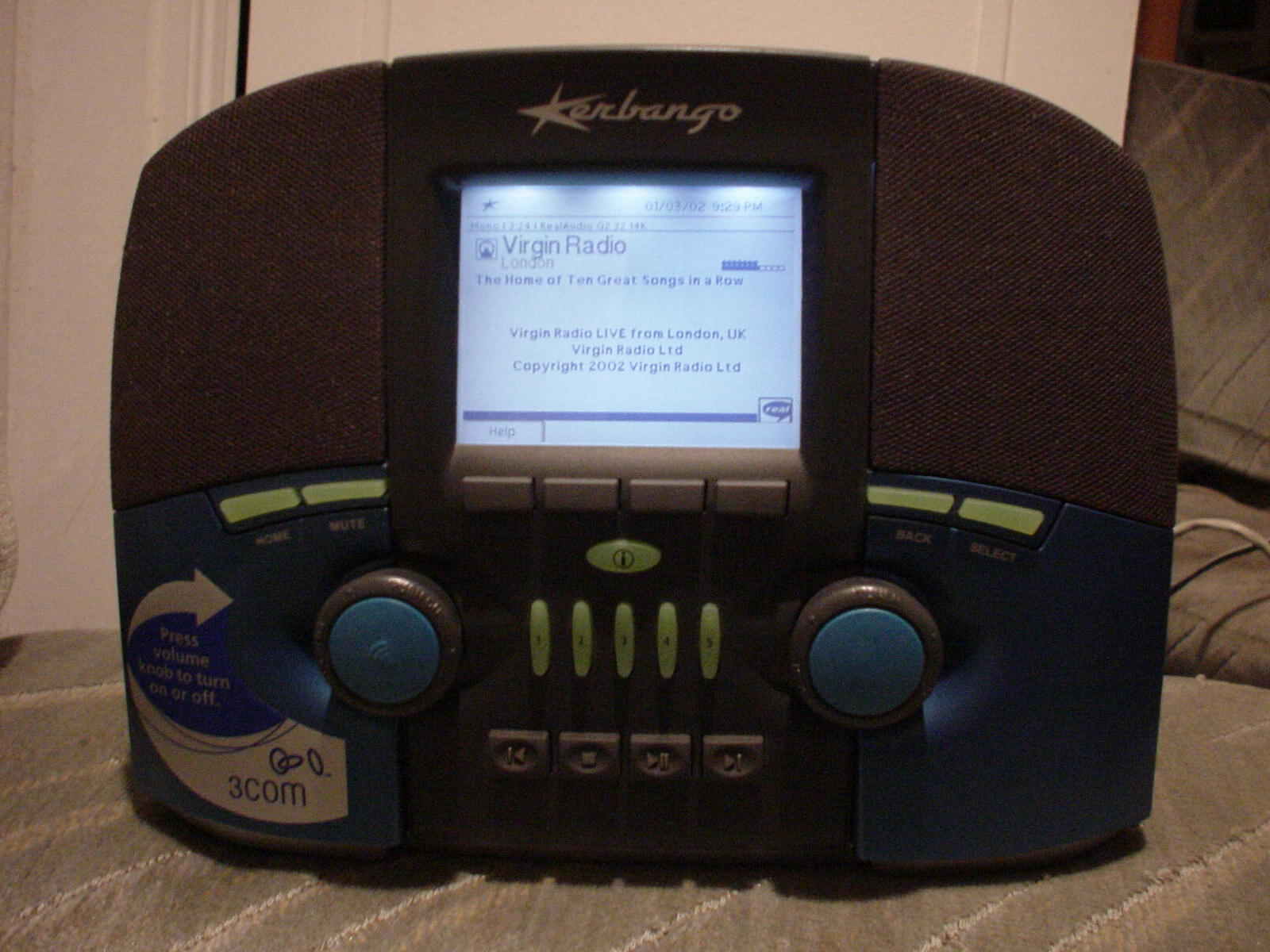
Un poste de radio Internet.

Il s'agit d'une radio capable de traduire un flux d'information capturé sur Internet en ondes sonores, sans utiliser d'ordinateur.
- Configuration : la radio se connecte à internet généralement par Wi-Fi à une box (elle peut ainsi être placée à n'importe quel endroit accessible au réseau Wi-Fi du routeur), ou plus rarement par câble.
- Fonctionnement : la radio communique avec un site de référence sur internet et récupère une liste de radios (souvent plusieurs milliers de radios). Après avoir sélectionné une station sur l'écran, la radio s'y connecte automatiquement.
- Avantages/limites : simplicité d'emploi et services complémentaires (accès à la bande FM, réveil, arrêt à une heure donnée, raccourci pour accéder aux radios favorites, manipulation par télécommande, etc.). Mais la liste des webradios disponibles et leur classement dépend du fabricant et des accords qu'il passe avec les diffuseurs de flux. Le nombre de radios est inférieur à ce qui est disponible sur le Web. Parfois les radios proposées n'existent pas ou plus (problème de mise à jour de la liste). Voir des exemples de sites de référence dans l'article « Poste de radio Internet », les listes de radios anglo-saxonnes sont naturellement plus étoffées qu'en français.
- Un poste de radio internet supporte un nombre limité de types de flux (souvent le MP3 ou le WMA, pas toujours l'OGG). L'extension à de nouveaux types de flux peut être difficile, voire impossible.

### Smartphones
Les smartphones, connectés à Internet, permettent également l'écoute des webradios, par le biais d'une application dédiée.
Certaines webradios proposent plusieurs flux correspondant aux mêmes programmes, mais avec différentes qualités d'écoute (avec parfois une très faible qualité, pour les téléphones portables). Afin de parer à d'éventuelles micro-coupures dans la réception du flux d'information, le lecteur multimédia utilise la technique de la mémoire tampon (enregistrement du flux quelques secondes avant sa diffusion effective).

## La diffusion

### Modèles techniques de diffusion

#### Modèle client-serveur

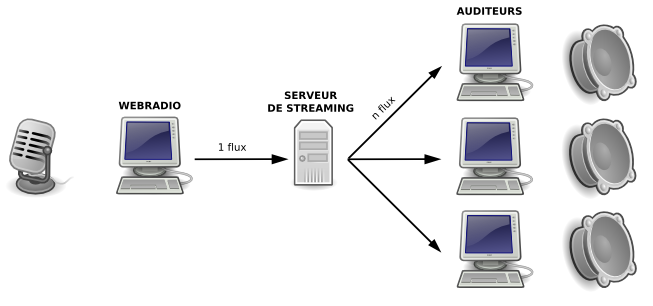
Schéma de diffusion d'une webradio en client-serveur.

Dans ce modèle, une webradio génère un flux audio (voix des animateurs, chansons, jingles...) vers un serveur de lecture en continu qui se charge de le diffuser aux clients qui s'y connectent. Dans le cas d'une station classique, elle prépare le flux en studio (avec platines, ordinateurs, mixage, micros, etc.) qui est ensuite encodé : le signal analogique est codé dans un format numérique à l'aide d'un codec. Elle envoie ce flux audionumérique vers le serveur de lecture en continu, qui se charge de le redistribuer vers les auditeurs de la webradio. Bien souvent, les webradios n'ont pas de studio, et fonctionnent de manière beaucoup plus simple. Par exemple, dans le cas d'une radio qui diffuse de la musique, tout peut se faire directement en numérique : un lecteur multimédia se connecte au serveur de lecture en continu et joue une liste de titres plus ou moins aléatoirement. Une webradio peut techniquement diffuser des flux numériques d'autres sortes, par exemple de la vidéo, à l'aide des mêmes briques logicielles.
La principale différence avec les radios hertziennes est que le serveur de lecture en continu ne diffuse le flux qu'aux clients qui se connectent, là où les radios classiques diffusent des ondes en continu. C'est cette caractéristique qui justifie l'appellation client-serveur. Quand un auditeur (un client) se connecte à la radio (au serveur) via une page web, un lecteur multimédia, son ordinateur crée une connexion avec le serveur de lecture en continu. Ce dernier envoie alors le flux de données binaires dans cette connexion. Le flux binaire peut être codé en mp3, ogg, wma, RealAudio, etc. La connexion peut se faire via un protocole standard ouvert (http ou rtsp par exemple) ou fermé (dont l'utilisation est protégée par brevet : par exemple rtmp). Le lecteur multimédia de l'auditeur décode alors le flux et convertit les données numériques de manière que l'ordinateur puisse produire le signal audio qui permet à l'auditeur de l'écouter (par exemple, via une carte son).
Techniquement parlant, l'avantage de l'utilisation d'un serveur de lecture en continu réside principalement dans le fait que celui-ci est conçu pour cette activité. On pourrait en effet écouter des flux audios avec un serveur web classique. Un serveur de lecture en continu possède en plus généralement un tampon mémoire assez large contenant une partie du flux à diffuser, et qui permet d'une part de ne pas être trop tributaire de la charge de la machine ainsi que des accès disques (qui ralentiraient la diffusion et pourraient provoquer des « blancs » à l'écoute), mais aussi peut-être de pouvoir renvoyer rapidement des paquets manquant dans le cas d'une dégradation de la qualité de la connexion. De plus, il est en général capable de ré-encoder à la volée les flux, dans un autre format, avec une autre qualité, voire de procéder à des opérations telles que l'égalisation du niveau sonore (afin de garder à peu près le même niveau sonore, quel que soit le niveau de la source).
La limitation technique qui apparaît rapidement avec les webradios concerne la bande passante, principalement avec le modèle client-serveur. Ainsi, cent flux à 128 kilobits par seconde demandent 12 800 kilobits par seconde en bande passante, soit bien plus que ce que permet une connexion Internet ADSL, mais qui est possible pour un serveur relié à des connexions à 100 mégabits par seconde ou 1 gigabit par seconde. Pour de telles webradios ainsi connectées, il est courant de descendre la qualité de la diffusion à 64, voire 32 kb/s (au détriment de la qualité du son), ainsi que de diffuser en monophonie. Dans le même ordre d'idées, les serveurs de lecture en continu sont souvent capables de rediriger les utilisateurs qu'ils ne peuvent servir vers des serveurs additionnels.
Ce modèle est le modèle le plus répandu. De nombreux hébergeurs proposent des offres de lecture en continu, et on peut citer un certain nombre de logiciels serveurs très répandus : SHOUTcast (commercial), Icecast (libre), Windows Media Server (commercial), Real Server (commercial). Le développement de l'ADSL et du haut débit en général en France pour les particuliers a certainement contribué à ce succès, et a également permis l'apparition et la croissance de nombreuses webradios, qui peuvent désormais diffuser avec des débits meilleurs, et donc des qualités meilleures.
Cependant, un certain nombre de critiques sont faites à l'égard du modèle client-serveur, principalement sa consommation de bande passante. Des alternatives à ce modèle (utilisé avec succès pour d'autres applications) ont été trouvées.

#### Modèle peer-to-peer
Les webradios peuvent aussi être transmises par peer-to-peer.
Le flux audio généré par la webradio est encodé et transmis par un premier nœud (souvent dénommé nœud racine) à un ou plusieurs autres nœuds, qui sont les auditeurs. Ces auditeurs retransmettent à leur tour le flux qu'ils reçoivent à d'autres nœuds/auditeurs. Les auditeurs du flux deviennent donc des « répéteurs », et permettent ainsi à d'autres d'écouter la webradio.
Les nœuds s'organisent à l'aide d'un tracker, un serveur qui tient à jour une liste des pairs pour permettre aux nouveaux pairs de trouver quelqu'un à qui se connecter. Ces nouveaux pairs, une fois qu'ils se sont connectés, commencent à retransmettre à leur tour le flux pour d'autres pairs. Ils se déclarent alors auprès du tracker, qui pourra envoyer leur adresse à de futurs nouveaux pairs.
Avec cette méthode, plus une radio a d'auditeurs, plus elle peut en avoir d'autres : le nombre d'auditeurs possibles est donc adapté en permanence au succès de la webradio, contrairement au schéma de diffusion « classique » utilisant un serveur, où le nombre d'auditeurs simultanés possibles est déterminé par avance. Ce mode de diffusion permet également de réaliser des économies de bande passante, si et seulement si la webradio a un nombre important d'auditeurs. En effet, à nombre d'auditeurs réduit, ces protocoles ont une qualité de service très restreinte et sont souvent de qualité médiocre.
Le principal problème de cette technique vient de la faible qualité de service lors des décrochages créés par la déconnexion de nœuds. Une solution possible serait de faire stocker aux auditeurs une certaine quantité du flux reçu (dans un tampon) pour pouvoir l'envoyer aux pairs qui en font la demande. Il est ainsi possible pour les pairs de reprendre la diffusion du flux quelques instants en arrière, en cas de déconnexion par exemple. Pour que cette méthode soit efficace et utilisable, il faut cependant que le tampon ait une taille suffisante.
Ce modèle est implémenté notamment par les programmes mercora (commercial) et PeerCast (libre).

#### Modèle multicast
Le multicast résout en partie le problème de bande passante rencontré par les serveurs de lecture en continu : en effet, ceux-ci envoient un flux, qui est ensuite répété par les routeurs à chaque intersection. Pour simplifier, si une webradio diffuse vers deux auditeurs qui sont derrière le même routeur, mais qu'entre le serveur de la webradio et le routeur des deux auditeurs, il y a trois autres routeurs, la webradio va envoyer un unique flux à destination du groupe d'auditeurs. Ce flux va être transmis de la même manière qu'un flux classique (ou unicast) par les trois routeurs intermédiaires. Lorsqu'il va arriver au dernier routeur, celui des deux auditeurs, ce routeur va dupliquer le stream : un stream pour chaque auditeur. Le principe reste identique quand on augmente le nombre d'auditeurs et de routeurs.
Ce modèle réduit donc les coûts de bande passante, mais le principal problème qui freine voire empêche son adoption, est le fait que les réseaux publics actuels[Quand ?] ne supportent pas le multicast. Certains réseaux privés, comme ceux d'universités ou de centres de recherche sont équipés de routeurs multicast, mais le grand public n'y a en général pas accès. Par contre, les réseaux privés de certains fournisseurs d'accès à Internet sont équipés en multicast, et ceux-ci en profitent pour proposer des services en lecture en continu audio et vidéo complémentaires de l'offre d'accès à Internet.

### Diffusion en direct et diffusion à la demande
Une webradio, qu'elle diffuse des programmes réalisés en direct ou qu'elle rediffuse des programmes pré-enregistrés, fait de la diffusion en direct, car on ne peut pas contrôler le flux : si on le démarre à deux instants différents, on n'aura pas les mêmes données audio. Tous les auditeurs connectés à une même webradio reçoivent le même flux audio simultanément, à quelques dixièmes de seconde près.
En revanche, la diffusion sur demande (« on-demand streaming » en anglais) permet de garder le contrôle sur le flux. On peut donc ré-écouter des contenus déjà diffusés. Si on démarre un flux à la demande à deux instants différents, on obtiendra les mêmes données.
La différence entre direct et à la demande est semblable à celle qui existe entre un CD audio d'une chanson et la même chanson entendue à la radio : si on a manqué le début de la chanson à la radio, on ne peut pas la reprendre depuis le début (direct), tandis qu'on garde le contrôle total sur la diffusion avec un CD (à la demande). La SACEM différencie d'ailleurs les webradios dans sa grille tarifaire en fonction de leur capacité à servir des contenus en flux ou à la demande (plus cher).
On peut noter la relative similitude entre diffusion à la demande et Podcasting (qui permet de récupérer le fichier audio chez soi pour l'écouter plus tard), même si le mode de diffusion est techniquement assez différent.

### Formats de données
Un des formats audio les plus utilisés pour la lecture en continu est le MP3. Les débits binaires peuvent aller de 24 kilobits par seconde (lorsque les émissions ne diffusent que de la voix) à 320 kilobits par seconde.
D'autres formats et extensions existent, souvent plus adaptés aux connexions basse vitesse (qui sont limitées à 56 kilobits par seconde en théorie et à environ 51 kilobits par seconde en pratique) ou à des connexions ADSL modestes.
Extension du MP3, le mp3PRO. Ce dernier double en lecture la qualité d'un flux reçu (un 64 kb/s est égal alors à un 128 kb/s). Au moins deux lecteurs sont compatibles avec ce système de réduction de débit : JetAudio (le décodeur mp3PRO y est intégré d'origine), et Winamp, auquel il suffit d'ajouter le plug-in ou codec mp3PRO. Apparu après le MP3, l'AAC permet également, dans un moindre débit, d'améliorer la qualité sonore restituée.
Parmi les formats ouverts pouvant être « streamés », on peut citer Ogg Vorbis. Il permet, avec des débits inférieurs au MP3, mais supérieurs à l'AAC, de réaliser une certaine économie de bande passante.

## Logiciels de lecture en continu

### Lecteur audio/vidéo
| Technologie                       | OS                                                                              | Vidéo | Audio                                                                                                 | Image        | Animation             | Stream                  | XML                        |
| --------------------------------- | ------------------------------------------------------------------------------- | --- | --- | ------------ | --------------------- | ----------------------- | -------------------------- |
| Flash Player 9.0.64.0 (Moviestar) | pocket pc, Windows Macintosh Linux                                              | video H264 (MPEG4 AVC), flv, codec Sparx de Sorenson, codec VP6 de On2                                                                                  | audio High Efficiency-AAC                                                                             | gif png jpeg | swf                   |                         |                            |
| RealPlayer                        | Windows, Macintosh, Linux, Unix, téléphone mobile, lecteur DVD, console de jeux | divx wmv asf asx rv mp4 m4e avi mpa mpe mpeg | mp2 mp1 wma ra wav cda rpLa CD mp3                                                                    |              | smi/smil              | rtsp ssm sdp            | smi pls m3u pls xpl wax rt |
| Rhythmbox                         | Linux                                                                           | | ogg, mp3, m3u, wma, wav, FLAC...                                                                      |              |                       |                         |                            |
| QuickTime                         | Windows Macintosh                                                               | Quicktime Movie, AVI Video for Windows, FLC Autodesk animator, DV, 3GPP                                                                                 | Wav aiff Ulaw GSM AAX CAF ACC                                                                         |              |                       | SDP (Stream Descriptor) | M3U                        |
| Winamp                            | Windows                                                                         | rpl DVD, mpg, mpe, mpa, mp4,rm, rmvb, rv, wm | mp3,cda, wav, ra, wax wma, asx, asf                                                                   |              | m3u, rt, mpa, rp, wax |                         |                            |
| VLC media player                  | Windows, Linux, Mac OS X, et autres.                                            | | |              |                       | rtp, mms, rtsp          |                            |
| Windows Media Player              | Windows Macintosh                                                               | avi wmv wvx SVS video asf asx wpl wm wmx wmd wmz (Windows Media Files), mpeg / mpg / mpe / m1v / m2v / mod / mp2 / mpv2 / mp2v / mpa (MPEG Movie Files) | wma/wax cda wav mp3 m3u (MP3 Audio format) midi mid rmi (MIDI Files) aif aifc aiff (AIFF Audio Files) |              |                       |                         |                            |

### Serveur sur réseau local
| serveur | Multicast/p2P | audio/video                    | protocole                           | payante/gratuite | mime                             |
| --- | ------------- | ------------------------------ | ----------------------------------- | ---------------- | -------------------------------- |
| Windows Media Connect (en) (WMC)                                                                                     |               | wmvideo, wmv Screen, wmv Image | http / image, music, video protocol | gratuit          |                                  |
| Orb MyCasting |               | wm rp 3gp Flash                | window media connect, like          | payant           | video/x-ms-asf et audio/x-ms-asf |
| TVersity Media Server (en)                                                                                           |               | AVI, MPG mp3                   |                                     |                  |                                  |
| Pimp Streamer : envoie de la vidéo depuis un PC vers une Sony PSP en Wi-Fi. Semble abandonné sa v1.0 sortie en 2007. |               |                                |                                     |                  |                                  |

### Serveur sur internet
| serveur                             | Multicast/p2P  | audio/video                                   | protocole                            | payante/gratuite | mime                        |
| ----------------------------------- | -------------- | --------------------------------------------- | ------------------------------------ | ---------------- | --------------------------- |
| SHOUTcast                           |                | mp3, aac, aac+ Nullsoft Streaming Video (NSV) | shoutcast                            | gratuit          | audio/mpeg                  |
| FFmpeg / ffserver                   |                | http,                                         |                                      |                  |                             |
| Helix realplayer/ stream server 3GP |                |                                               | rm/                                  | payant           |                             |
| Darwin Streaming Server             |                | H.264, MPEG-4 et 3GPP/ mp3                    | rtp/rtsp /Icecast                    | gratuit          |                             |
| Icecast                             |                | ogg Vorbis, Theora, mp3, aac, aac+            | http, Nullsoft Streaming Video (NSV) | gratuit          | audio/mpeg                  |
| Adobe Flash Media Server            |                |                                               |                                      |                  |                             |
| VLC media player                    | multi uni cast | video mpeg 124/mp3 vorbis                     | rtp http rstp mms/mmsh               | gratuit          | audio/x-pn-realaudio-plugin |
| Wowza Media Server (en)             |                | mp3, aac, aac+, H264..                        | http rtp rtmp rstp                   | payant           |                             |

## En France
En France, les webradios bénéficient également d'un régime spécifique concernant les droits d'auteurs. Elles appartiennent à une catégorie spécifique à la SACEM. Ainsi, toute webradio dont le créateur (association ou entreprise) réside en France doit légalement s'acquitter d'un droit auprès de la SACEM, de la (SPRE - Société de Perception de la Rémunération Equitable) dont la SCPP en reçoit des rémunération et éventuellement d'autres sociétés d'ayants droit pour la diffusion de musique (en effet, la SACEM n'a pas toujours d'accord avec les représentants d'artistes étrangers notamment).